# Бенгела (муниципалитет)
Бенгела (порт. Benguela) — муниципалитет в Анголе, входящий в состав одноимённой провинции. Площадь — 2100 км2. Население на 2006 год — 512 886 человек. Плотность населения — 244,2 человек/км2. Крупнейший город — Бенгела с населением 134 523 человек.